# Akçe
Akçe fou una moneda otomana de plata, coneguda a Europa com asper del grec aspron.
La moneda va existir des del segle xii a l'Iraq, amb els seljúcides, i el nom fou utilitzat per la primera moneda encunyada per Orhan el 1327 (es va dir Akçe otomà). Al segle xiv i XV les peces otomanes eren anomenades normalment othmanis però sota Selim I es va adoptar el nom únic d'akče
Es va encunyar fins al regne de Mahmut II, però les llargues campanyes militars i els problemes polítics havien dut a devaluar l'akçe, perquè les seques tenien dificultats per atraure plata, i aquest va anar perdent pes i percentatge de plata, però alhora hi havia molta demanda de les grans peces europees, més estables. Fins a finals del segle xvii la tecnologia de les seques otomanes no havia canviat i era un procés fet amb eines manuals, mentre les seques europees s'havien mecanitzat i oferien més monedes i de més qualitat, així en 1686 el govern de Mehmet IV va importar maquinària francesa en 1686 i va usar-la per encunyar una nova moneda, el para, equivalent a tres akçe.